# تیا دین
تیا دین (به لاتین: Tìa Dình) یک منطقهٔ مسکونی در ویتنام است که در استان دین‌بین واقع شده‌است.

## خصوصیات
تیا دین ۹۸٫۸۲ کیلومترمربع مساحت و ۲٬۴۶۸ نفر جمعیت دارد.